# ژرار دزارگ
ژرار دزارگ (انگلیسی: Girard Desargues; ۲۱ فوریهٔ ۱۵۹۱ – سپتامبر ۱۶۶۱ (aged 70)) ریاضی‌دان و مهندس فرانسوی بود که به عنوان یکی از بنیان‌گذاران هندسه تصویری شناخته می‌شود. قضیه دزارگ، نمودار دزارگ و دهانه دزارگ (بر روی کره ماه) به افتخار او نامگذاری شده‌اند.
دزارگ در لیون فرانسه به دنیا آمد و در خانواده‌ای که به خدمت به سلطنت فرانسه اختصاص داشتند، بزرگ شد. او در ابتدا به عنوان مهندس کار می‌کرد و سپس در حدود سال ۱۶۴۵ به معماری روی آورد. دزارگ در طول زندگی خود، ساختمان‌های متعددی را در پاریس و لیون طراحی کرد، به ساخت یک سد کمک کرد و سازوکاری برای بالا بردن آب با استفاده از برون‌چرخ‌زادها اختراع کرد.
کار دزارگ در زمینه هندسه تصویری، انقلابی در این حوزه ایجاد کرد. او مفاهیم جدیدی مانند نقطه در بی‌نهایت و خط در بی‌نهایت را معرفی کرد و نشان داد که چگونه می‌توان از این مفاهیم برای حل مسائل هندسی استفاده کرد. قضیه دزارگ، یکی از مهم‌ترین نتایج کار او، رابطه‌ای بین دو مثلث هم‌نهشت را بیان می‌کند.
اگرچه کار دزارگ در زمان خود مورد توجه قرار گرفت، اما پس از مرگش به فراموشی سپرده شد. در اوایل قرن نوزدهم، کار او دوباره کشف شد و قضیه دزارگ به یکی از قضایای اساسی هندسه تصویری تبدیل شد. امروزه، دزارگ به عنوان یکی از پیشگامان هندسه تصویری شناخته می‌شود و کار او تأثیر قابل توجهی بر توسعه این حوزه داشته است.